# Lahov Graben
Lahov Graben este o localitate din comuna Laško, Slovenia, cu o populație de 126 de locuitori.